# Na horách
Přírodní památka Na horách byla vyhlášena v roce 1997 a nachází se u obce Křešín. Důvodem ochrany je bohatá lokalita koniklece lučního (Pulsatilla pratensis) a vstavače obecného (Orchis morio) aj. Přírodní památka je vyhlášena na území, které dříve sloužilo jako pastviny, současný ráz je doplněn několika stromy - jde o jalovec obecný (Juniperus communis) a borovici lesní (Pinus sylvestris).
Další významnější druhy jsou např. lněnka alpská (Thesium alpinum), kociánek dvoudomý (Antennaria dioica), bělozářka větevnatá (Anthericum ramosum) a zimostrázek alpský (Polygala chamaebuxus).

## Galerie

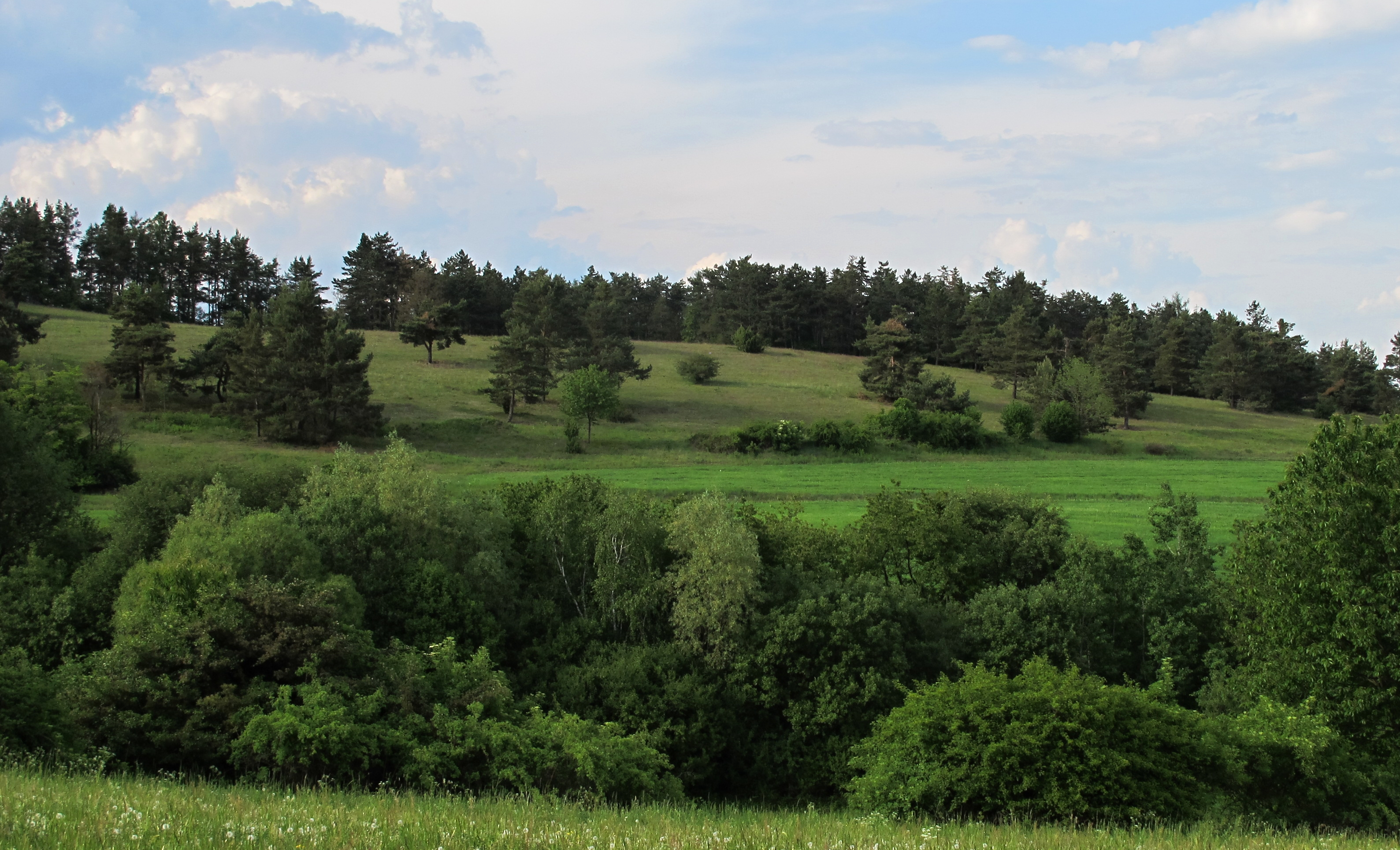
Pohled na PP Na horách z protějšího kopce
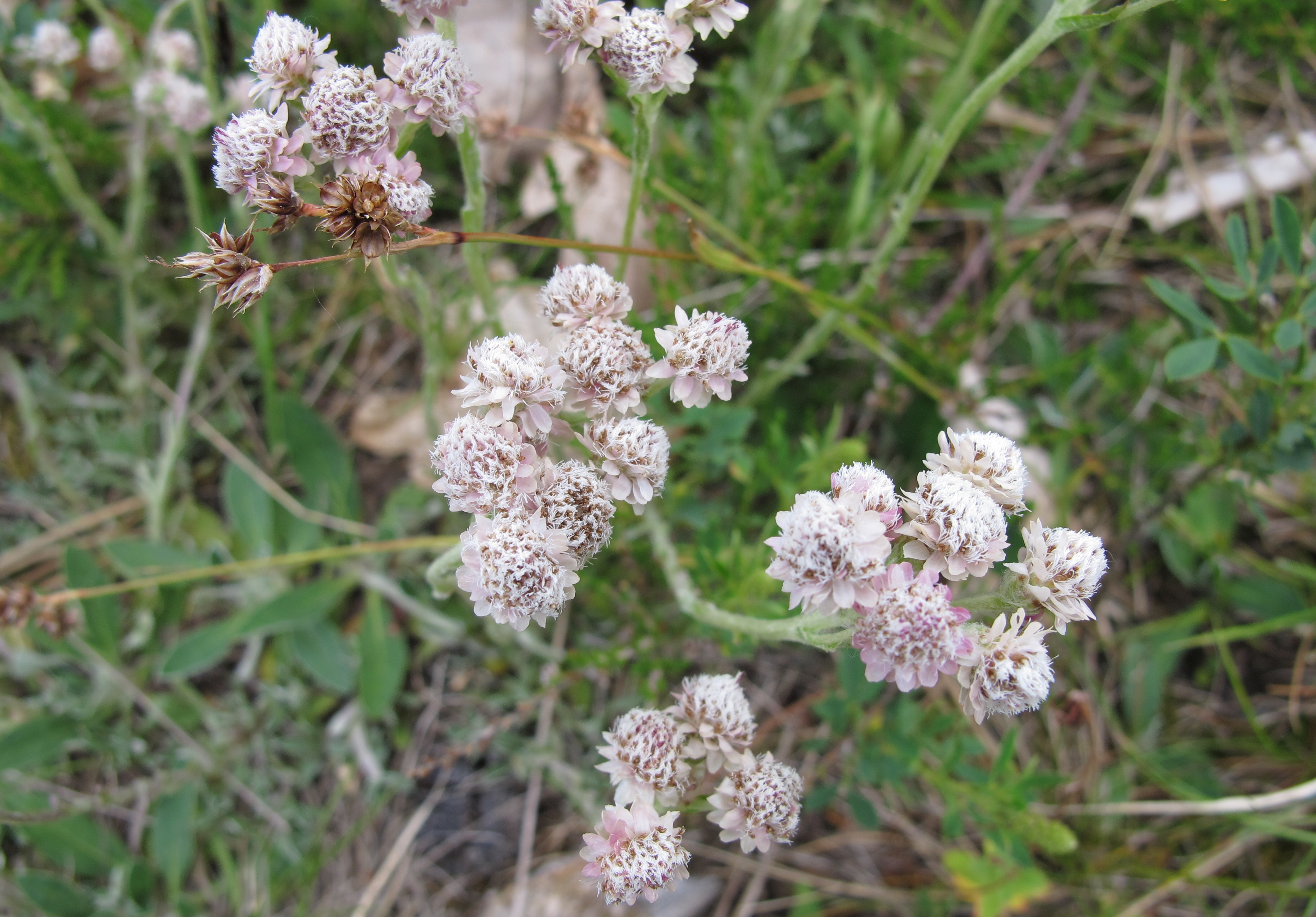
Kociánek dvoudomý (Antennaria dioica)
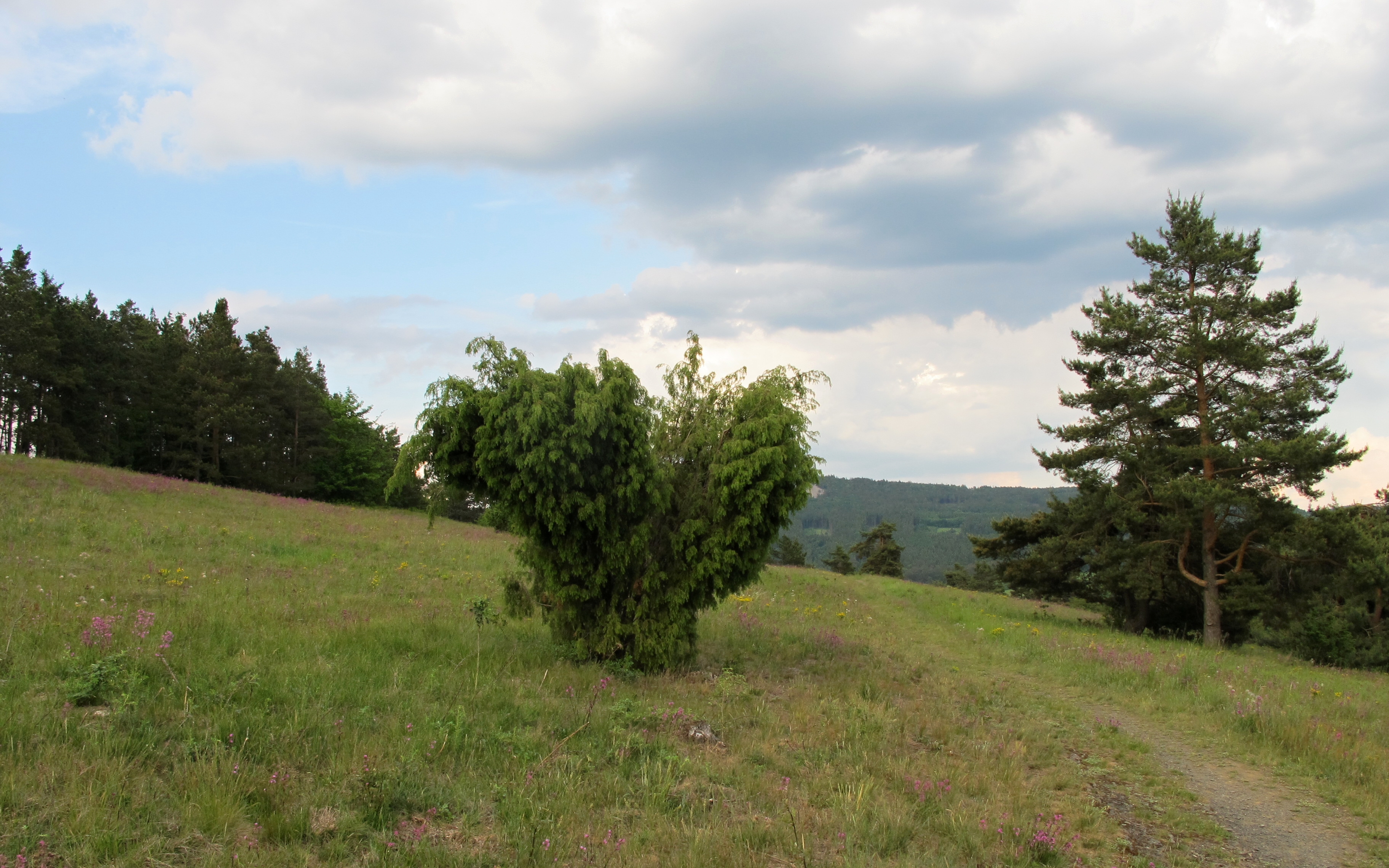
Solitérní jalovce a borovice doplňují travnaté porosty
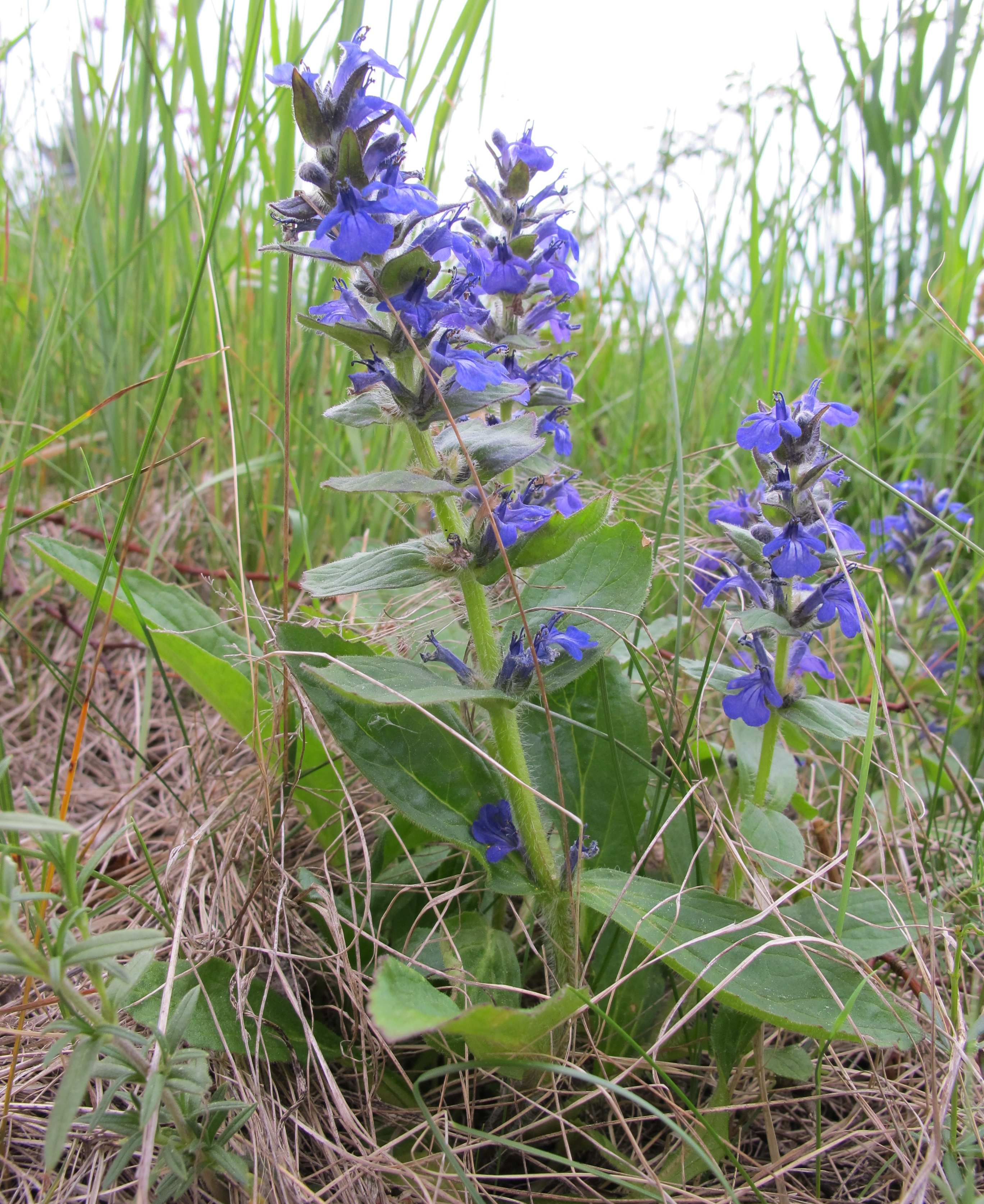
Zběhovec plazivý (Ajuga reptans)
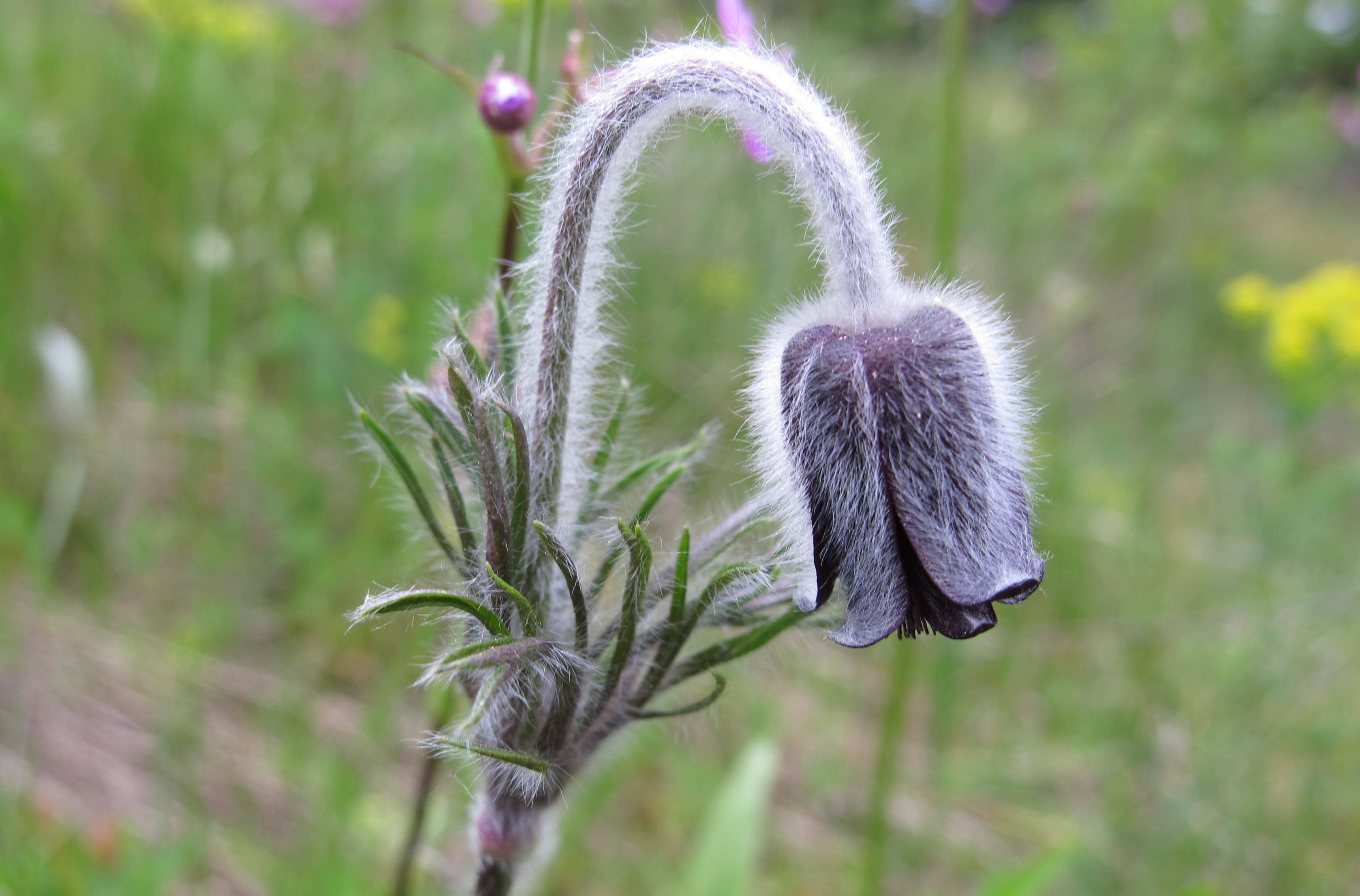
Koniklec luční (Pulsatilla pratensis)
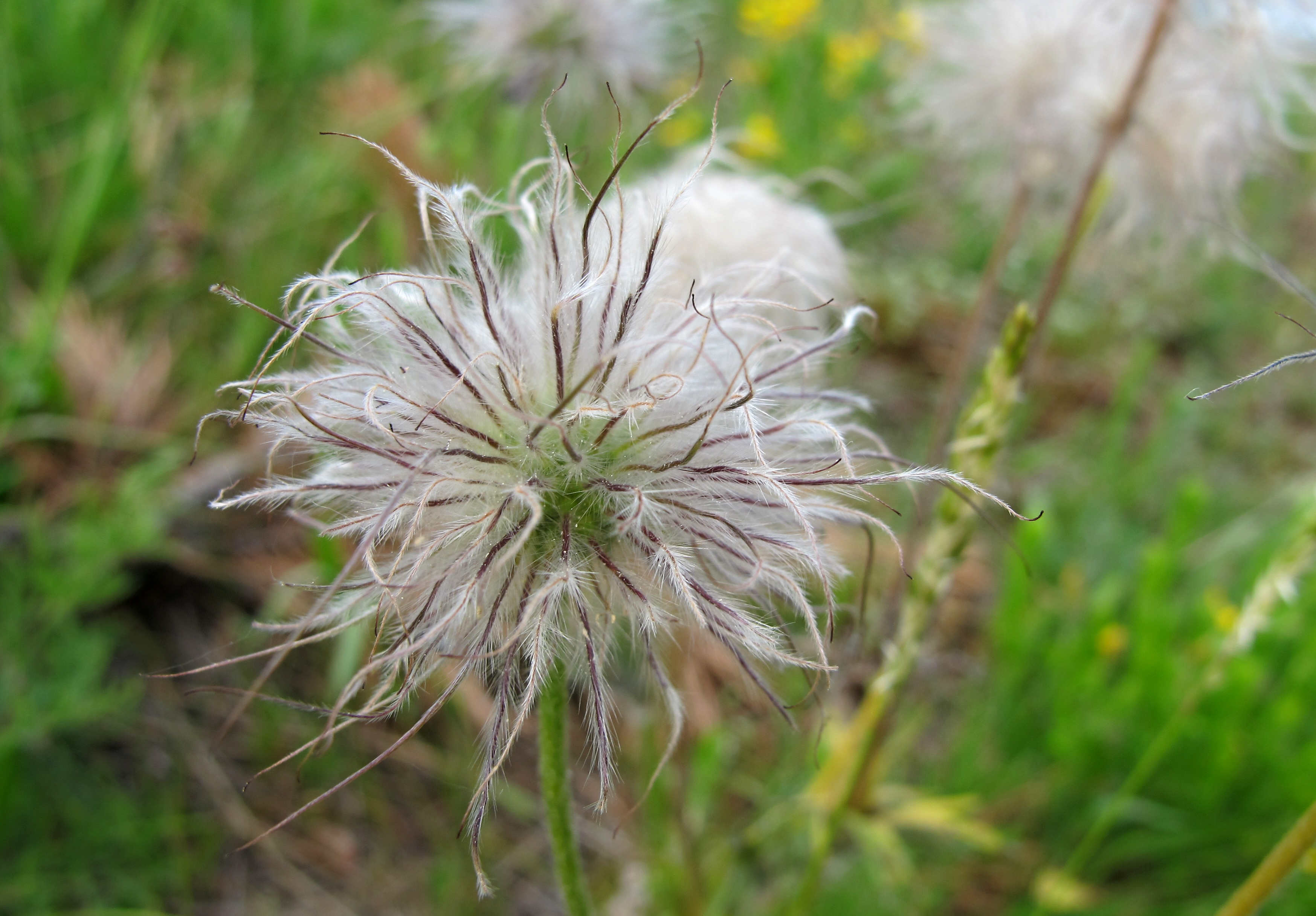
Koniklec luční po odkvětu
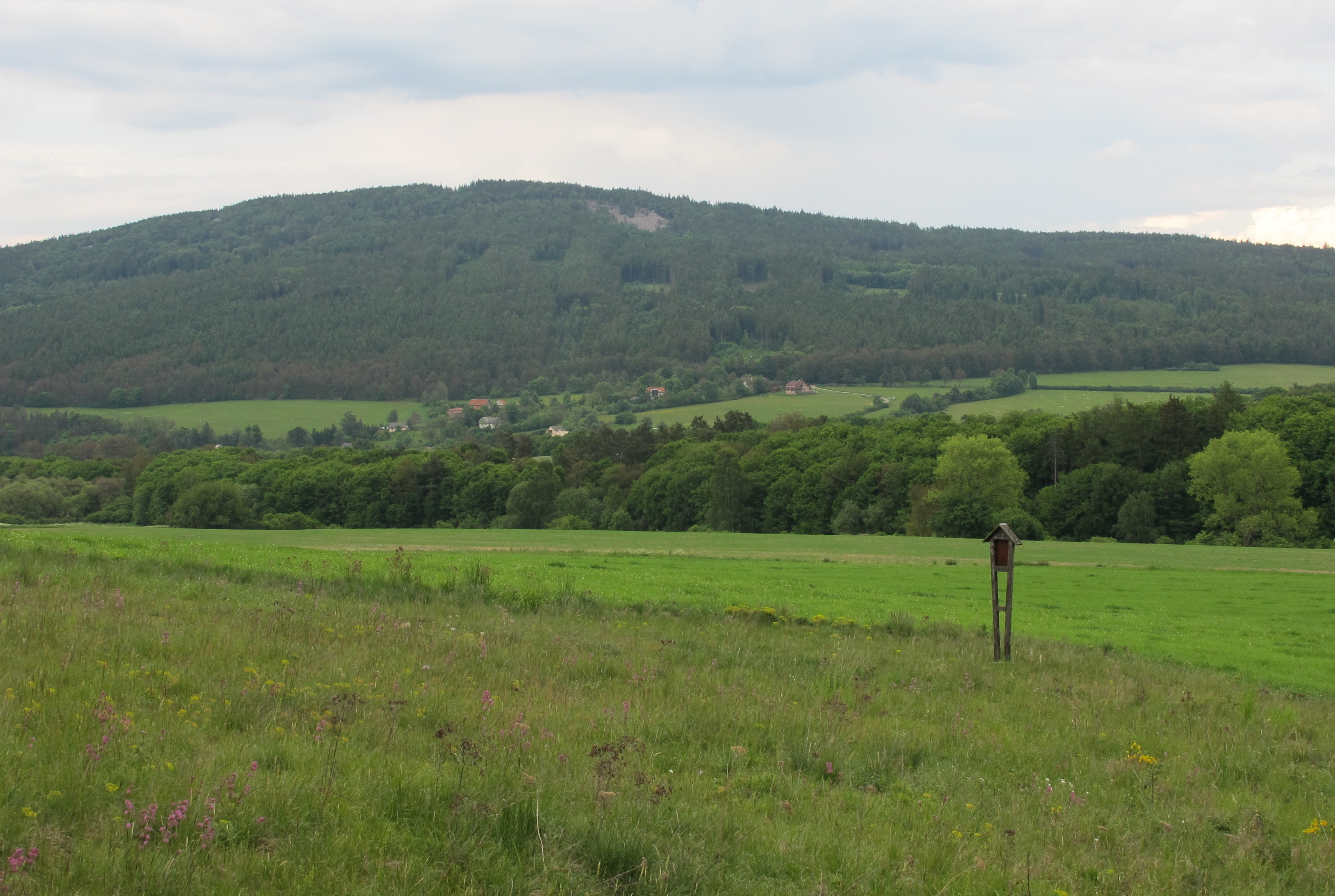
Pohled z PP směrem k Plešivci
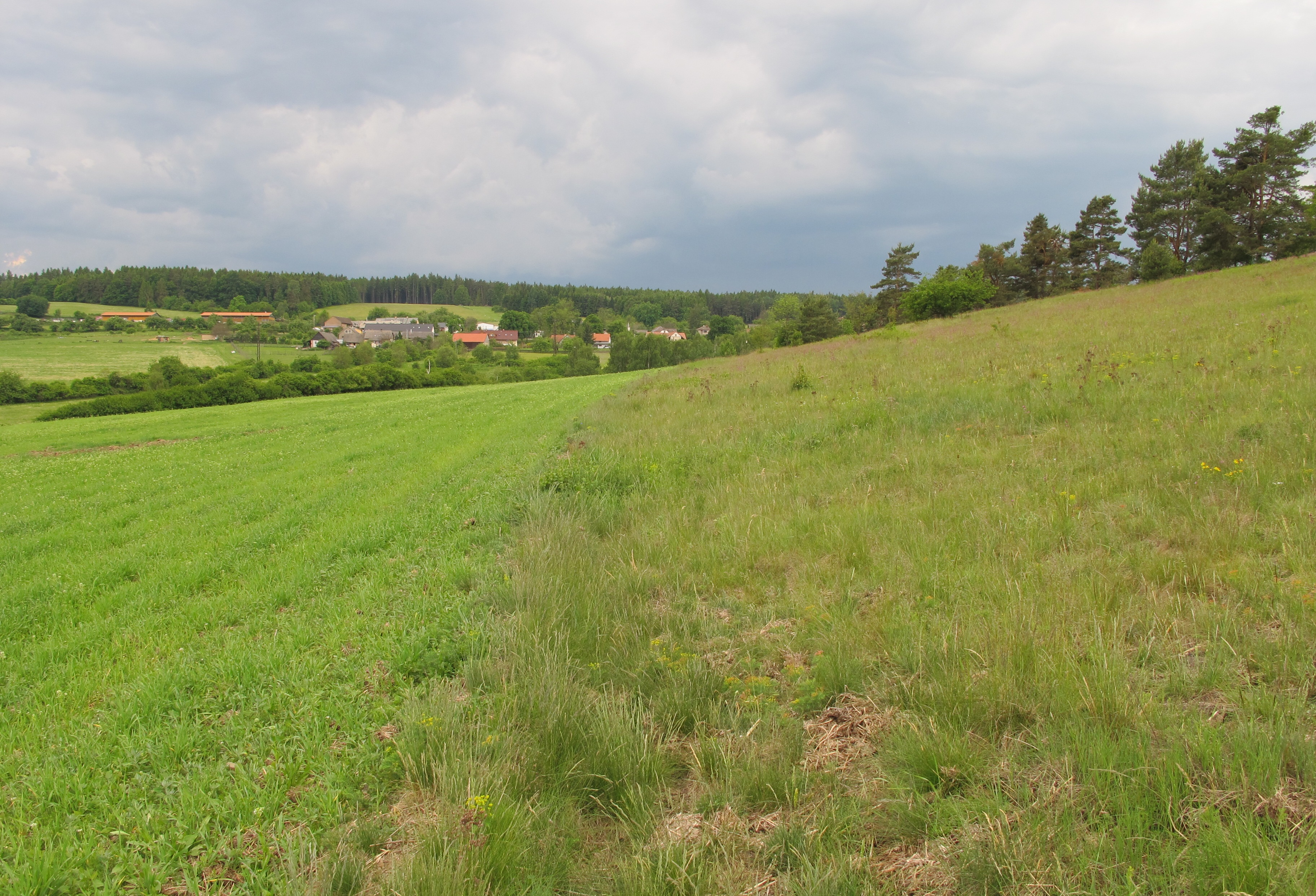
Hranice PP (levá část), v pravé části je pole